# 科潘魯伊納斯

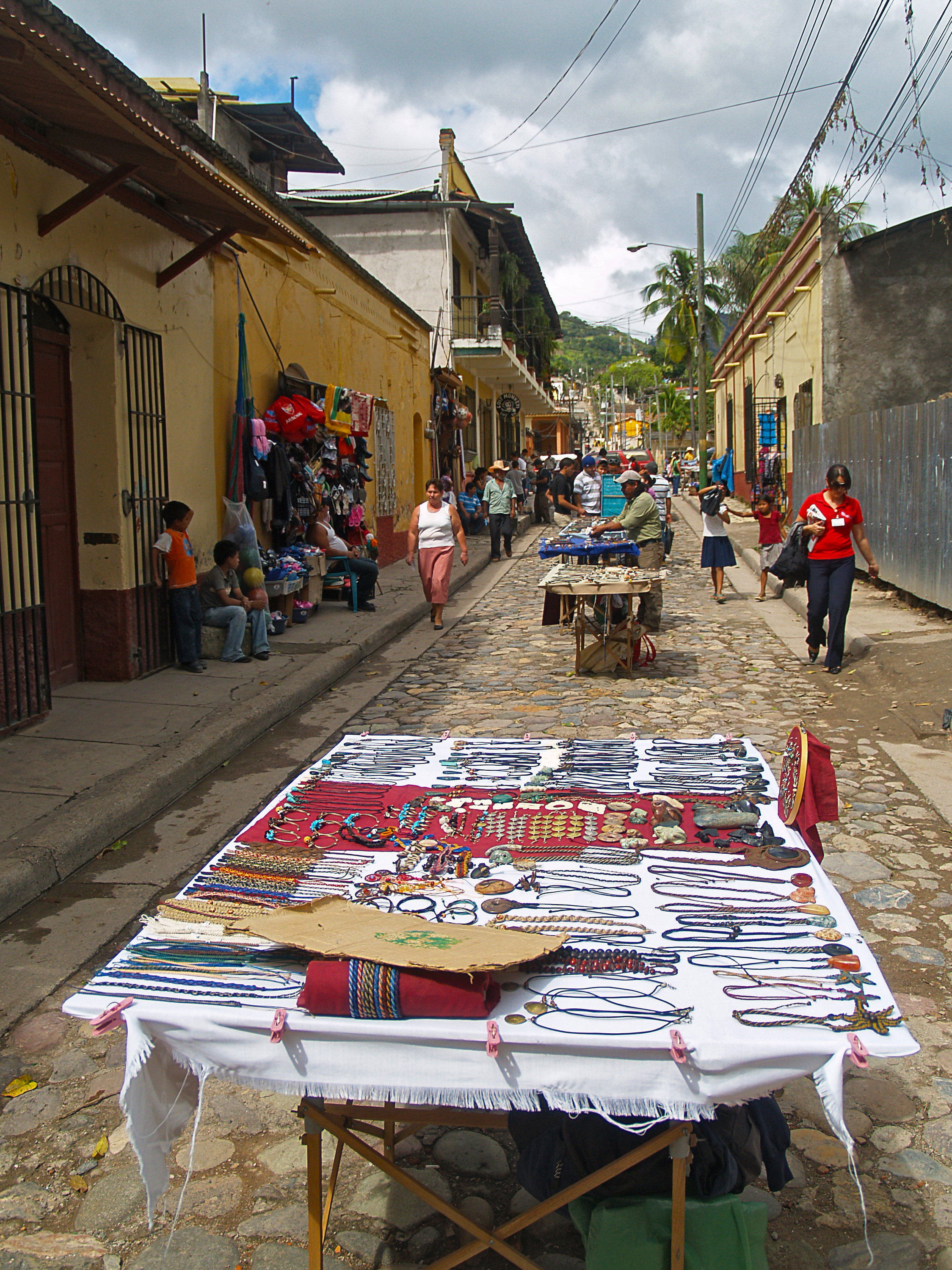
科潘魯伊納斯

科潘魯伊納斯（西班牙語：Copán Ruinas），是洪都拉斯的城鎮，位於該國西部，由科潘省負責管轄，始建於1893年，面積371平方公里，2001年人口29,378，人口密度每平方公里79.19人。